# Evergestis sorhageni
Evergestis sorhageni is een vlinder uit de familie van de grasmotten (Crambidae). De wetenschappelijke naam van de soort is voor het eerst gepubliceerd in 1899 door Christian Johannes Amandus Sauber.
De soort komt voor in China (Qinghai).